# I Think I'm Paranoid
«I Think I'm Paranoid» —en español: «Creo estar paranoica»— es el segundo sencillo del álbum Version 2.0 de la banda de rock alternativo estadounidense Garbage, el segundo de estudio de la banda. Fue lanzado en 1998 y se transformó en un gran éxito, continuando con el éxito de los anteriores singles "Stupid Girl" y "Push It". 
"I Think I'm Paranoid" fue lanzado como sencillo en julio de 1998 y fue un éxito inmediato en Estados Unidos y el Reino Unido, llegando en ambos países al puesto 6.
En los lanzamientos fuera de estos países, "I Think I'm Paranoid" fue acompañada por las caras B "Deadwood", un descarte de "Version 2.0", y por "Afterglow". "Deadwood"  Esta canción está incluida en la banda sonora del videojuego de 1998, "Gran Turismo 2" para PlayStation en colaboración con Polyphony Digital. En 2007 la canción fue incluida en el videojuego musical "Rock Band" En 2022 apareció en la película de Netflix, "La chica mas afortunada del mundo."

## Vídeo musical
El videoclip fue filmado el 22 de mayo de 1998, y dirigido por Matthew Rolston en Occidental Studios de Los Ángeles. El video se estrenó en Estados Unidos el 12 de julio. Algunas partes del video fueron modificadas poco después de su publicación para suavizar algunas escenas con un efecto estroboscópico.

## Lista de canciones
- CD maxi europeo BMG 74321 57837 2

1. «I Think I'm Paranoid» - 3:37
2. «Deadwood» - 4:22
3. «Afterglow» - 2:32
4. «I Think I'm Crystalized» (Extended edit by The Crystal Method) - 7:39

- UK 3" CD Mushroom MUSH35CDSXXX

1. «I Think I'm Paranoid» - 3:37
2. «Deadwood» - 4:22
3. «Afterglow» - 2:32
4. «I Think I'm Crystalized» (Radio edit de The Crystal Method) - 4:30
5. «I Think I'm Paranoid» (Purity mix de Jill Stark) - 5:32

## Posicionamiento
| Año  | Sencillo               | Lista                         | Posición |
| ---- | ---------------------- | ----------------------------- | -------- |
| 1998 | «I Think I'm Paranoid» | UK Singles Chart              | 9        |
| 1998 | «I Think I'm Paranoid» | US Hot 100 Airplay            | 70       |
| 1998 | «I Think I'm Paranoid» | US Modern Rock Tracks         | 6        |
| 1998 | «I Think I'm Paranoid» | Australian ARIA Singles Chart | 57       |
| 1998 | «I Think I'm Paranoid» | German singles chart          | 98       |